# Saitō Hajime
Saitō Hajime est un nom japonais traditionnel ; le nom de famille (ou le nom d'école), Saitō, précède donc le prénom (ou le nom d'artiste).
 (mai 2013).
Si vous disposez d'ouvrages ou d'articles de référence ou si vous connaissez des sites web de qualité traitant du thème abordé ici, merci de compléter l'article en donnant les références utiles à sa vérifiabilité et en les liant à la section « Notes et références ».
Saitō Hajime (斎藤 一, 18 février 1844-28 septembre 1915) fut le capitaine de la 3e unité du Shinsen gumi, le plus puissant des groupes de samouraïs qui, sous les ordres du shogun Tokugawa, devait maintenir l'ordre à Kyoto durant le Bakumatsu, à la fin de l'époque d'Edo (1860-1868). Il est utilisé comme personnage dans plusieurs œuvres de fiction connues.

## Enfance
Né à Edo (maintenant Tokyo) dans la province de Musashi, Saitō Hajime est le cadet d'une famille de trois enfants. Il a un frère (Hiroaki, né en 1836) ainsi qu'une sœur (Katsu), tous deux plus âgés. Son nom à la naissance est « Yamaguchi Hajime ». Il est le fils de Yamaguchi Yuusuke (père) et de Yamaguchi Masu (mère). À l'origine, son père était un soldat de rang inférieur à Harima, alors que sa mère provenait d'une famille de fermiers à Kawagoe. Sa famille alla cependant s'établir à Edo avant sa naissance où, après avoir gagné une jolie somme, son père put acheter le rang de samouraï, une pratique courante à l'époque.
À 14 ans, en 1858, son genpuku a lieu. Il s'agit d'une cérémonie au cours de laquelle on passe officiellement de l'enfance à l'âge adulte. À la suite de cette cérémonie, il étudie à un dōjō appartenant au clan d'Aizu à Edo.
À 19 ans, il tue un samouraï par erreur et doit s'enfuir d'Edo. C'est alors qu'il change son nom en Saitō Hajime. Arrivé à Kyoto, il enseigne le kendo dans un dōjō appartenant à un ami de son père.

## Ses années au sein duShinsen gumi
Il entre dans le Shinsen gumi (soutenu par le clan Aizu) sous le nom de Yamaguchi Jirou, et il sert d'assistant à Hijikata Toshizō. Saito Hajime est un expert en kenjutsu. Sa technique de sabre la plus puissante devient vite célèbre sous le nom de Hidari karate hira tsuki, c'est-à-dire « coup d'estoc simple, de la main gauche ». Il est même dit que cette technique est plus efficace que le célèbre triple coup d'estoc du génial Okita, alors réputé pour être le meilleur expert du groupe. Il s'avère vite que Saito, avec Okita et Nagakura, sont connus comme les trois meilleurs sabreurs du Shinsen gumi.
Saito assassine bon nombre de membres déserteurs du Shinsen gumi, parmi lesquels Ito Kashitaro et Takeda Kanryūsai. Il y gagne une réputation détestable, et l'incident n'est pas oublié. Son talent au sabre fait partie des facteurs qui ont contribué à sa légende, tout comme ce rôle d'exécuteur. Il est le membre du Shinsen gumi qui suivait au plus près la devise du groupe entier : « Aku, soku, zan », ce qui signifie à peu près « Crime, punition expéditive », ou encore « Éliminez-le mal-immédiatement ».
Bien qu'il reste difficile de séparer la réalité de la fiction, on peut affirmer que la technique d'estoc de Saito était bien réelle. L'utilisation qu'il en faisait est, quant à elle, des plus mitigées. Certains croient qu'il s'en servait comme technique de base, d'autre comme technique-surprise. Et, bien que la littérature le colporte abondamment et que plusieurs évènements tendent à affirmer la devise Aku soku zan, il ne subsiste pas de preuve de son existence.

## Après leShinsen gumi
Saito est aussi un alcoolique invétéré : il meurt d'un ulcère à l'estomac, causé par un excès de saké. Le tabac semble aussi être l'un de ses autres vices.
La femme de Saito, Takagi Tokio, était la fille d'un ōmetsuke d'Aizu. Ils se marièrent en 1873, et leur premier fils, Tsutomo, est né en 1876. Après la chute du Bakufu et la restauration de Meiji, à la formation du gouvernement de Meiji, Saito changea de nom et travailla dans une université en tant que maître de sabre. En 1877, il rejoignit la police, et obtint la permission de porter un katana, afin d'aller combattre dans la guerre de Seinan, celle où Saigo Takamori se rebella contre le gouvernement Meiji à Satsuma. Saito accomplit cette mission sous le nom de Fujita Goro. Après cela, il devint un espion directement sous la responsabilité du chef de la police, Kawaji Toshiyoshi.
Vers la fin de sa vie, Saito travailla comme gardien d'un musée à Tokyo. Durant sa retraite, il semble avoir passé beaucoup de temps à méditer sur sa vie. Saito Hajime est mort le 27 septembre 1915, à l'âge de 71 ans. C'est le membre du Shinsen gumi, parmi ceux qui sont célèbres, qui a vécu le plus longtemps.

## Fiction
Saito Hajime est un personnage récurrent dans plusieurs œuvres de fictions, dont notamment :
- livres :
  - Mibu gishi den de Jirō Asada
  - Le cerisier d’Ezo, Jean-François Daguzan, 2022.
  - Un pétale dans la braise, Geoffrey Royer, 2024.

- manga / anime :
  - Rurouni Kenshin de Nobuhiro Watsuki
  - Peacemaker Kurogane de Nanae Chrono (en)
  - Kaze Hikaru de Taeko Watanabe (en)
  - Hakuouki shinsengumi kitan d'Osamu Yamasaki
  - Gintama de Hideaki Sorachi
  -  Chiruran : Shinsen Gumi Requiem  de Shinya Umemura et Eiji Hashimoto
- films :
  - When the Last Sword Is Drawn de Yōjirō Takita, inspiré du livre du même nom